# Hans-Rudolf Bachmann
Hans-Rudolf Bachmann (* 8. April 1950) ist ein evangelisch-reformierter Pfarrer, Buchautor, Exerzitienleiter und Maler.

## Leben
Bachmann studierte evangelische Theologie. Danach war er als Pfarrer in Payerne und Güttingen tätig. 1989–2002 war er theologischer Mitarbeiter im Sinnhotel Scesaplana in Seewis, das zur Stiftung Gott hilft gehörte. Exegese, Beratung und Seminare gehörten zu seinen Hauptaufgaben. Erste Bücher zu den Themen Bibellesen und Leid entstanden, um Menschen Orientierung und Unterstützung im Alltag zu bieten. 2000 bis 2005 machte er die Ausbildung zum Exerzitienleiter, um Menschen besser geistlich begleiten zu können. Er war auch Referent beim Schweizer Netzwerk Kontemplation. 2003 bis 2013 war wieder als Pfarrer in Othmarsingen im Kanton Aargau tätig. Seit 2011 gehört er zum Drittorden der Kommunität Diakonissenhaus Riehen, wo er auch lebt und arbeitet. Er schreibt auch Themenartikel für die christliche Zeitschrift insist, beispielsweise über Schönheit.

## Privates
Er ist verheiratet mit Kathrin Schaub, sie haben vier erwachsene Söhne und wohnen in Riehen.

## Werke
- Erich Schick. Ein Leben des fruchtbar gewordenen Leidens. Basel 1976[6]
- Dem Himmel auf der Spur – Vom Geheimnis des Bibellesens. Scesaplana, Seewis, 2000 ISBN 978-3-952199-20-6
- Hart und herrlich – nachdenken im Leiden. Scesaplana, Seewis, 2002 ISBN 978-3-952199-23-7
- Kleine Schule des Schweigens. ArteMedia, Riehen, 2011 ISBN 978-3-905290-62-2
- Du kommst aus Gottes Hand. Oder warum mein Körper und mein Glaube zusammengehören. 36 Gespräche zum Weiterleben. ArteMedia, Riehen, 2012 ISBN 978-3-905290-66-0
- Kleine Schule der Gastfreundschaft. ArteMedia, Riehen, 2013. ISBN 978-3-905290-70-7
- Kreuzwärts. ArteMedia, Riehen, 2014. ISBN 978-3-905290-74-5 (mit seinem Bruder Christian Bachmann)[7]